# 赤木高太郎
赤木 高太郎（あかぎ こうたろう、1970年1月21日 - ）は、元騎手・調教助手。
兵庫県競馬組合、のち日本中央競馬会 (JRA) 所属であった。

## 経歴

### 地方競馬時代
1987年に園田・齊藤裕厩舎所属で騎手デビュー。1998年秋から約8か月間、単身オーストラリアに遠征。本人いわく、技術面よりもメンタル面を鍛えるための修行であったという。勝ち星はなくその後帰国、帰国後2000年度から2003年度まで、小牧太・岩田康誠に次ぐ兵庫リーディング3位のポジションをキープ。赤木圭一郎と同姓であったことから「園田第3の男」というニックネームも生まれた。
2001年、JRAの騎手免許試験の受験を決意。JRAでの勝ち鞍がなく1次試験（筆記試験）免除の特例（5年間でJRA年間20勝以上を2回達成した地方競馬の騎手に適用された）が適用されなかったため、調教やレースのかたわら1日8時間の試験勉強に取り組んだ。2002年の1次試験は不合格であったが2003年秋に合格。地方騎手による初の1次試験合格として競馬メディアによって大きく報道された。また、これ以降柴山雄一をはじめ地方所属の騎手がJRAの騎手免許試験を1次試験から受験する動きが加速した。翌2004年2月には2次試験（実技試験）もクリアしてJRA騎手免許試験合格を果たした。同じ兵庫県競馬組合所属の小牧と同時の合格となり、2月19日には園田競馬場で、24日に姫路競馬場で「フェアウェルセレモニー」と銘打たれた両騎手の壮行会が執り行われた。

### JRA移籍後
栗東トレーニングセンター・坪憲章厩舎所属でデビュー。2004年3月6日、中京競馬第2競走を所属厩舎の管理馬・タイセキショウで優勝。中央競馬デビュー初日に初勝利を挙げた。2006年12月2日中京競馬第2競走でJRA通算100勝を達成、この年2006年度フェアプレー賞を受賞した。
2007年、競馬視察のため初の海外出張届を提出し、9月28日から10月2日までアメリカに滞在し、いったん帰国後の10月5日から10月10日まではフランスに滞在し第86回凱旋門賞などを観戦していた。
2008年7月13日プロキオンステークスにてヴァンクルタテヤマに騎乗、直線で逃げ粘るバンブーエールを交わして念願の中央競馬重賞初勝利を挙げた。2009年より栗東所属のまま拠点を美浦トレーニングセンターに移す。
中京、福島、小倉などのローカル路線での騎乗が多く、またそれら小回りコースでの成績がよかった。なお、同じ兵庫所属だった小牧太や岩田康誠に比べてJRA移籍後の地方競馬への参戦は少なかった。かつての所属だった兵庫での騎乗も少なかったが、後述のように2009年にハスフェルで園田金盃を制している。

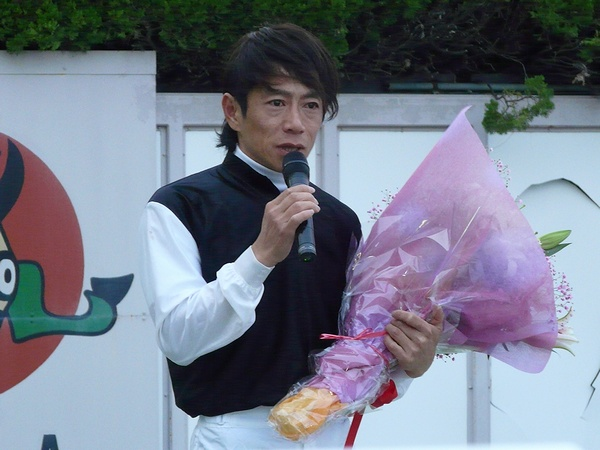
引退セレモニー

2009年10月18日の京都競馬第6競走の若手騎手限定競走に騎乗した。これは2004年に若手騎手限定競走が復活して以来、若手騎手ではない騎手が若手騎手限定競走に騎乗した初の例である。これは、コウユールージュに騎乗予定だった高井彰大が落馬負傷し、当日京都競馬場に第6競走の騎乗予定がない若手騎手がいなかったための措置である。
2011年10月21日より、橋口弘次郎厩舎（栗東）に所属先を変更し、同年11月20日に騎手を引退。引退後は橋口厩舎で調教助手となったが、2019年時点では既に調教助手の職を辞しており、京都市内でバーを経営していた（現在は閉店）。
2020年8月よりセイクリットファームに勤務。現在は茨城県の分場で場長を務めている。

## 騎乗成績
| 年度   | 1着 | 2着 | 3着 | 騎乗数 | 勝率 | 連対率 | 複勝率 |
| ------ | --- | --- | --- | ------ | ---- | ------ | ------ |
| 2004年 | 31  | 21  | 36  | 540    | .057 | .096   | .163   |
| 2005年 | 39  | 50  | 32  | 585    | .067 | .152   | .207   |
| 2006年 | 34  | 42  | 34  | 647    | .053 | .117   | .170   |
| 2007年 | 25  | 28  | 29  | 500    | .050 | .106   | .164   |
| 2008年 | 27  | 36  | 29  | 488    | .055 | .129   | .189   |
| 2009年 | 25  | 24  | 30  | 507    | .049 | .097   | .156   |
| 2010年 | 8   | 11  | 10  | 226    | .035 | .084   | .128   |
| 2011年 | 7   | 16  | 13  | 218    | .032 | .106   | .165   |
| 中央   | 196 | 228 | 213 | 3717   | .053 | .114   | .171   |
| 地方   | 20  | 18  | 20  | 160    | .125 | .238   | .363   |

地方在籍時 10193戦1176勝
|            | 日付          | 競馬場・開催  | 競走名               | 馬名               | 頭数 | 人気 | 着順 |
| ---------- | ------------- | ------------- | -------------------- | ------------------ | ---- | ---- | ---- |
| 初騎乗     | 2004年3月6日  | 1回中京1日1R  | 3歳未勝利            | ナショナルプラザ   | 15頭 | 10   | 14着 |
| 初勝利     | 2004年3月6日  | 1回中京1日2R  | 4歳上500万円下       | タイセキショウ     | 16頭 | 6    | 1着  |
| 重賞初騎乗 | 2004年3月7日  | 1回中京2日11R | 中京記念             | キングフィデリア   | 16頭 | 10   | 6着  |
| 重賞初勝利 | 2008年7月13日 | 3回阪神8日11R | プロキオンステークス | ヴァンクルタテヤマ | 13頭 | 7    | 1着  |
| GI初騎乗   | 2004年3月28日 | 1回中京8日11R | 高松宮記念           | モンパルナス       | 18頭 | 16   | 17着 |

### 主な勝ち鞍

#### 地方競馬
- 園田ダービー（2002年：優勝馬 セトノウルトラ）
- 菊水賞（1997年：優勝馬 マーキュリサンダー、2002年：優勝馬 セトノウルトラ）
- 六甲盃（1990年：優勝馬 シバノアマゾネス、2000年：優勝馬 スペシャルダッシュ）
- 姫山菊花賞（2000年：優勝馬 タカライデン）
- フクパーク記念（2000年：優勝馬 タカライデン）
- 農林水産大臣賞典（1990年：優勝馬 シバノアマゾネス）
- 園田ジュニアカップ（1989年：優勝馬 シバノアマゾネス）
- 白鷺賞（2000年：優勝馬 マノノトップガン）
- オータムスプリントカップ（2003年：優勝馬 サンキョウフェアー）
- 園田金盃（2009年：優勝馬 ハスフェル）＊JRA移籍後、初の地方重賞勝ち

出典:

#### 中央競馬
- プロキオンステークス（2008年：優勝馬 ヴァンクルタテヤマ）